# خنازير
الخنازير (الاسم العلمي: Suina) رتيبة من الثدييات تتبع رتبة الشفعيات الأصابع.

## فصائل
- الخنزيرية
  - قبيلة الخنازير الأوراسية (الاسم العلمي:Suini)
  - قبيلة الخنازير الهندية (الاسم العلمي:Babyrousini)
  - قبيلة خنازير الغابات (الاسم العلمي:Potamochoerini)
  - قبيلة الخنازير المقرنة (الاسم العلمي:Phacochoerini)
- الخنازير البيكارية (الاسم العلمي:Tayassuidae)
  - جنس خنزير البيكاري (الاسم العلمي:Pecari)
    - البيكاري المطوق (الاسم العلمي:Pecari tajacu)
    - البيكاري العملاق (الاسم العلمي:Pecari maximus)

  - جنس بيكاري تاياسو (الاسم العلمي:Tayassu)
    - البيكاري أبيض الشفة (الاسم العلمي:Tayassu pecari)

  - جنس البيكاري الكتاجوني (الاسم العلمي:Catagonus)
    - البيكاري التشاكواني (الاسم العلمي:Catagonus wagneri)